# 小林莉子
小林 莉子（こばやし りこ、1993年3月26日 - ）は、静岡県掛川市生まれで、東京都あきる野市出身の女子競輪選手。日本競輪学校（当時。以下、競輪学校）第102期（ガールズケイリン第1期）生。日本競輪選手会東京支部所属。師匠は富山健一（競輪学校第43期生）。

## 来歴
3姉妹の次女で、年子の姉と5歳下の妹がいる。
小学校3年頃よりソフトボールを始め、東海大学菅生高等学校時代は捕手として、全国私立高等学校女子ソフトボール選抜大会でベスト8を経験。しかし、ソフトボールの実業団チームのセレクションを受けるも不合格となり、将来の進路に迷っていたところ、2010年7月、競輪学校で行われた女子自転車選手発掘プロジェクト「ガールズサマーキャンプ」に参加。その時の担当教諭から、「競輪でならオリンピックを狙えるぞ！」というアドバイスをもらったことがきっかけとなったことに加え、日本自転車競技連盟よりいきなりジュニアの強化指定選手に選出されたため、ガールズケイリン第1回生徒入学試験を受験することになった。
2011年2月25日、競輪学校入学試験に合格。また、同年10月に行われたトラックレース全日本選手権・個人追抜（伊豆ベロドローム）で3位に入った。
競輪学校時代の在校競走成績は第6位（14勝）。卒業記念レースでは3位に入った。2012年5月1日、日本競輪選手会東京支部の競輪選手として登録された。
2012年7月1日、平塚競輪場で48年ぶりの女子競輪復活開催となったガールズケイリンのオープニングレースがデビュー戦となり、2着。同月3日同場で行われた決勝戦を制して初勝利を挙げ、また初めて開催されたガールズケイリンで初優勝者として名を刻んだ。同年10月23日、同年12月28日に開催予定の第1回ガールズグランプリ出場選手に選出され、同レースで優勝、初代優勝者の座を掴んだ。
その後も安定した活躍を続けており、2020年11月19日のガールズグランプリ2020トライアル（小倉）2日目第11レースでは7着に終わったが、これにより通算取得賞金が100,064,800円となり、ガールズケイリンでは史上4人目となる通算取得賞金額1億円を突破した。8年4か月18日での達成であった（デビュー日を含まず）。
2021年3月27日、ホームバンクである京王閣FII（ナイター）2日目第7レースにおいて1着となり、ガールズケイリン史上7人目となる通算300勝を達成。8年8か月26日での達成であった（デビュー日は含まず）。また同年は年間を通じて好調を維持し、ガールズグランプリ2021トライアル終了時点で賞金額は1554万円に達しランキング第3位に付けたことで、6年ぶりにガールズグランプリ出場を果たした（結果2着）。
2022年8月10日、同年のガールズケイリンコレクション西武園ステージ出場権を賭けた「ガールズケイリン総選挙」で第14位となりアルテミス賞への出場が決定。レースでは捲った梅川風子マークからゴール前で交わして優勝、自身10年ぶりのタイトルを獲得。ただ、同年末のガールズグランプリは、僅かに賞金が足らず補欠となった。
2023年1月23日、ガールズケイリン1期生として創成期から現在に至るまで10年間常にトップで活躍し続けた功績を称えられ、JKAより2022年競輪表彰選手として特別賞を受賞した。
2024年2月17日、川崎FII（ミッドナイト）2日目第2レースに出走し、ガールズケイリンとして初の1000回出走を達成（1着）。
2025年3月27日、名古屋FII（ミッドナイト）で完全優勝し、通算500勝を達成。ガールズケイリンでは通算5人目の記録で、登録日から12年10か月26日での達成であった。その後、規程に基づき、7月3日に立川競輪場にて表彰式が行われた。

## 主な獲得タイトルと記録
- 2012年 - ガールズグランプリ2012（平塚）
- 2022年 - ガールズケイリンコレクション2022・西武園ステージ アルテミス賞（西武園）
- 通算取得賞金額1億円突破 - 2020年11月19日、小倉FII2日目第11レース
- 通算300勝達成 - 2021年3月27日、京王閣FII2日目第7レース
- 通算500勝達成（表彰対象） - 2025年3月27日、名古屋FII最終日第8レース

## エピソード
- クルマが好きで、特にアメ車がお気に入り[18]。車の購入代金に「家一軒分建つほど」つぎ込んでいる。
- 大の猫好きでもあり、自宅で3匹の猫を飼っている（2023年10月時点）。元は立川競輪場そばの公園で生まれた野良猫を保護したのがきっかけで、自宅で飼っているもののほか、選手仲間などに譲渡したりと保護猫活動も行っている。その縁で、猫専門バラエティ番組「ねこ自慢」から取材を受けVTR出演した[19]。